# Nancy Lee Andrews
Nancy Lee Andrews (Jersey City, 14 maggio 1947) è una fotografa e modella statunitense.
Nel 2008, ha pubblicato una collezione delle sue fotografie sul libro A Dose of Rock 'n' Roll.

## Biografia

### Giovinezza
Nata nel New Jersey, incontrò accidentalmente, a diciassette anni, la leggenda televisiva Arthur Godfrey, con il quale divenne amica. Godfrey riuscì ad ottenere per la Andrews un incontro con Ford Models. Lei fu una modella per molto tempo, venendo fotografata da Richard Avedon, Dick Ballerian, Irving Penn, Hiro, Bert Stern, Gordon Munro, e Milton Greene. Quest'ultimo si accorse della sua attrazione per la macchina fotografica.

### Fotografa dellarock musice la relazione con Ringo Starr
Nancy Andrews, all'inizio degli anni settanta, era fidanzata con il bassista Carl Radle, e, attraverso il compagno, incontrò John Lennon e May Pang a Los Angeles in una seduta di registrazione, stringendo un rapporto di amicizia con la coppia. La Andrews conobbe Ringo Starr nel pomeriggio del 27 maggio 1974; nell'occasione, Lennon, Peter Lawford, con le rispettive mogli e numerosi amici. Sedendosi ad un tavolo di poker, giocò con il drummer, che si trovava davanti a lei. A luglio, la modella ricevette una chiamata da May Pang, che la informò del ritorno suo e del compagno; incontrandosi al Beverly Wilshire Hotel, la Andrews rivide Starr, che la ricevette dicendo "Mi ricordo di te.. sei la mia compagna di poker!". Nancy, la Pang e Lennon accompagnarono l'ex-beatle ai Sunset Sound Studios, dove stava registrando l'LP Goodnight Vienna; nelle registrazioni, il trio diede all'amico un forte sostegno morale, e, a sedute finite, i quattro andarono al club "The Fiddler", dove Ringo mise in continuazione sul jukebox il pezzo The Most Beautiful Girl In the World di Charlie Rich, e guardando la Andrews. Questa disse a Lennon ed alla Pang che notava di quanto amasse ancora la moglie, Maureen Cox, e di come questo lo stesse facendo soffrire, ma il primo disse di assecondare la sua richiesta, e che "sarebbero stati bene insieme", parole definite in seguito profetiche dalla neo-beatle-girl. Nel 1975, venne citata nel divorzio fra Ringo e Maureen per casi di adulterio. Nel 1976, Ringo ebbe contemporaneamente la relazione con Nancy negli States e quella con la cantante e pianista Lynsey De Paul in Gran Bretagna.
Attraverso il compagno, Nancy Andrews conobbe anche i due Beatles rimanenti: George Harrison, con il quale aveva scambiato qualche parola mentre Radle suonava su All Things Must Pass, e che poi descrisse come una persona "calma ma interessante", e Paul McCartney. Incontrando, il 13 maggio 1979, Harrison e la moglie Olivia, a Friar Park, il chitarrista donò alla fotografa dei rubini per il suo compleanno; quella fu descritta da Nancy come "una di quelle notti che mai dimenticherò". Invece, la Andrews incontrò Paul e Linda McCartney casualmente alla 5th Avenue di New York; stava passeggiando con Ringo quando il bassista chiamò l'amico da lontano. Inoltre, Paul compose il pezzo Pure Gold, che parlava di Starr e Nancy, apparso sull'album Ringo's Rotogravure del 1976. Altre star che entrarono in contatto con Nancy furono John Wayne, indicato da lei come l'incontro avvenuto tramite il fidanzato più memorabile, il quale, su richiesta di Ringo, la baciò, Keith Moon, che fotografò in quello da lei descritto come il suo "lato dolce", il "fratello" Harry Nilsson, il "gentiluomo meridionale" Dr. John e Donovan, indicato come un ottimo soggetto.
Furono numerosi le collaborazioni, come fotografa e non solo, con Ringo. I due composero assieme il brano Las Brisas, pubblicato anch'esso sull'album Ringo's Rotogravure, in una vacanza in Messico, e spesso si occupò delle foto di Starr. Durante le sedute di registrazione dell'LP Ringo the 4th, pubblicato a fine 1977, vennero anche effettuate delle registrazioni private, nelle quali appariva Nancy, intitolate Duet - Nancy and Ringo e Nancy, Ringo, Vini and Friends. Sia la copertina di Ringo the 4th che quella di Bad Boy sono state scattata dalla fidanzata. Riguardo alla prima, Nancy ha ricordato che venne scattata in un grosso armadio vuoto della loro abitazione a Manhattan, nel quale si creò un gioco di luci giudicato dalla fotografa perfetta. Il cantante tiene sulle spalle una cara amica della fidanzata, Rita, e regge in una mano una spada, simbolo del suo combattimento contro i demoni; come fonte d'ispirazione, la Andrews ha ipotizzato una bottiglia di champagne od un libro che la coppia stava leggendo. Fra le fotografie principali scattate per il fidanzato, ci sono state anche quelle per promuovere lo speciale televisivo Ringo del 1978.
Con il compagno, la Andrews ebbe una vita da jet-set, che la portò in Inghilterra, Marocco, Monte Carlo, Giappone, Messico e Yucatán, dove rischiarono la vita in un aereo, assieme ai piloti ed agli amici Hilary Gerard, il manager di Ringo, e Susin Fair. Mentre quest'ultimo era certo che sarebbero morti, il batterista disse, con voce calma, che non era ancora giunta la sua ora. Inoltre, frequentavano molto le discoteche nell'era della disco music, e Nancy descrisse Ringo come un ottimo ballerino. I DJ erano a conoscenza che il pezzo preferito della coppia era I Heard It Through the Grapevine di Marvin Gaye, e spesso, nelle loro discoteche preferite (la Regine di Monte Carlo e la Tramps di Londra), veniva solitamente suonato due volte.
La relazione sentimentale fra i due terminò quando Ringo conobbe l'attrice Barbara Bach sul set del film Caveman. Riguardo a ciò, la Andrews affermò che era furiosa, perché Starr le aveva proposto il matrimonio, e voleva avere una famiglia con lui; inoltre, era una cara amica della Bach. Con Ringo ci fu un accordo di divisione consensuale dei beni, anche se il 1º aprile 1980 l'ex-compagna aveva tentato di farsi dare un rimborso di 5 milioni di dollari per il tempo in cui non aveva lavorato per poter stare accanto a lui; inizialmente, Starr ipotizzò anche un matrimonio con Nancy per poter chiudere il processo.

### 1980 - oggi
Dopo la fine del fidanzamento con Ringo, divenne una parrucchiera di prestigio, che fece dei tagli di capelli innovativi. Nel 1990 sposò Edwnin Barnes. Nel 1994 si trasferì a Nashville, dove aprì uno studio di fotografia l'anno seguente; nel 1996 divenne la direttrice del reparto fotografia della Twang, un'etichetta musicale country, per la quale ha fotografato numerosissime copertine e foto promozionali. Con la pubblicazione del suo libro A Dose of Rock 'n' Roll nel 2008, la fotografa ha annunciato il suo ritorno.